# Simmelsjön, Södermanland
Simmelsjön är en sjö i Flens kommun i Södermanland och ingår i Nyköpingsåns huvudavrinningsområde.